# Форпост (роман)
«Форпост» (пол. Placówka) — роман польского прозаика Болеслава Пруса, изначально публиковавшийся в журнале «Вендровец» с 1885 по 1886 год. В книжной форме был издан в 1886 г. Изначально произведение должно было называться «Наш форпост». В романе проявляются два литературных направления: натурализм и реализм.
На русском языке книга была впервые издана в 1887 году. Следующее издание было в Государственном издательстве художественной литературы в Москве в 1962 году, в переводе Е. М. Рифтиной.

## О произведении
В «Форпосте» затрагиваются вопросы немецкой колонизации польских земель во второй половине XIX века и борьбы польского крестьянства за удержание этих земель.
Прус, говоря о крестьянском вопросе и о прогрессивных сдвигах в польской литературе, которые, по его мнению, состояли в том, что место позитивистского героя, то есть инженера, предпринимателя и т. д., начал занимать крестьянин, указывает на пример русской литературы:

Стыдно признаться, но в крестьянском вопросе мы, поляки, остались далеко позади русских. У них крестьянская тема была модной еще тогда, когда у нас поэты или драматурги «боролись с губительным влиянием позитивизма и естественных наук». И только теперь, когда в России уже возникла целая литература, или описывающая народ, или предназначенная для народа, мы начинаем обращать к народу первые взгляды— Издававшийся в Петербурге, польский журнал "Край"
Прообразом деревни в романе послужила деревня Пшибыславице недалеко от Люблина. Об этом пишет Стефан Жеромский со слов хорошо знавшей Пруса О. Родкевич (впоследствии — жены Жеромского): 

…Пани Октавия рассказывала мне историю написания «Форпоста». Сюжет взят из жизни деревни Пшибыславицы и немецкой колонии, находившейся по дороге в Люблин. Пани Октавия ездила туда вдвоём с Прусом, когда он собирал материал. Они ходили по хатам и к реке, о которой говорится в «Форпосте», сидели по полдня у немцев.— С. Жеромский, Дневники, Варшава, 1956, т. III, стр. 496

## Сюжет
Немецкие колонизаторы хотят выкупить землю польского крестьянина Юзефа Слимака. Ему предлагают деньги, на которые он мог бы купить ещё больше земли, но в другом месте, но он не соглашается. Колонизаторы прибегают к различным способам убеждения.

## Персонажи
Персонажей романа можно условно поделить на несколько общественных групп:
- помещики (Владислав, его жена и шурин)
- духовенство (священник)
- крестьяне (Юзеф Слимак, Ягна Слимакова, Стасек Слимак, Ендрек Слимак, Гжиб, Мачек Овчаж и др.)
- евреи (Иосель, Иойна Недопеж)
- немецкие колонисты

## Рецензии
Б. Прус показывает, как далеки друг от друга помещики и крестьяне, как враждебно крестьяне относятся к помещику, с которым ведут непрерывную борьбу за землю.